# غريغوري بويول
غريغوري بويول (بالفرنسية: Grégory Pujol)‏ (مواليد 25 يناير 1980 في باريس - فرنسا) لاعب كرة قدم فرنسي يلعب حاليا لصالح نادي الدرجة الأولى فالينسيان الفرنسي منذ 2007 في مركز المهاجم .

## روابط خارجية
- غريغوري بويول على موقع رابطة كرة القدم الفرنسية للمحترفين (الإنجليزية)
- غريغوري بويول على موقع قاعدة بيانات كرة القدم.إي يو (الإنجليزية)
- غريغوري بويول على موقع Soccerway.com (الإنجليزية)
- غريغوري بويول على موقع كووورة
- غريغوري بويول على موقع AS.com (الإسبانية)